# Hong Kong and Whampoa Dock

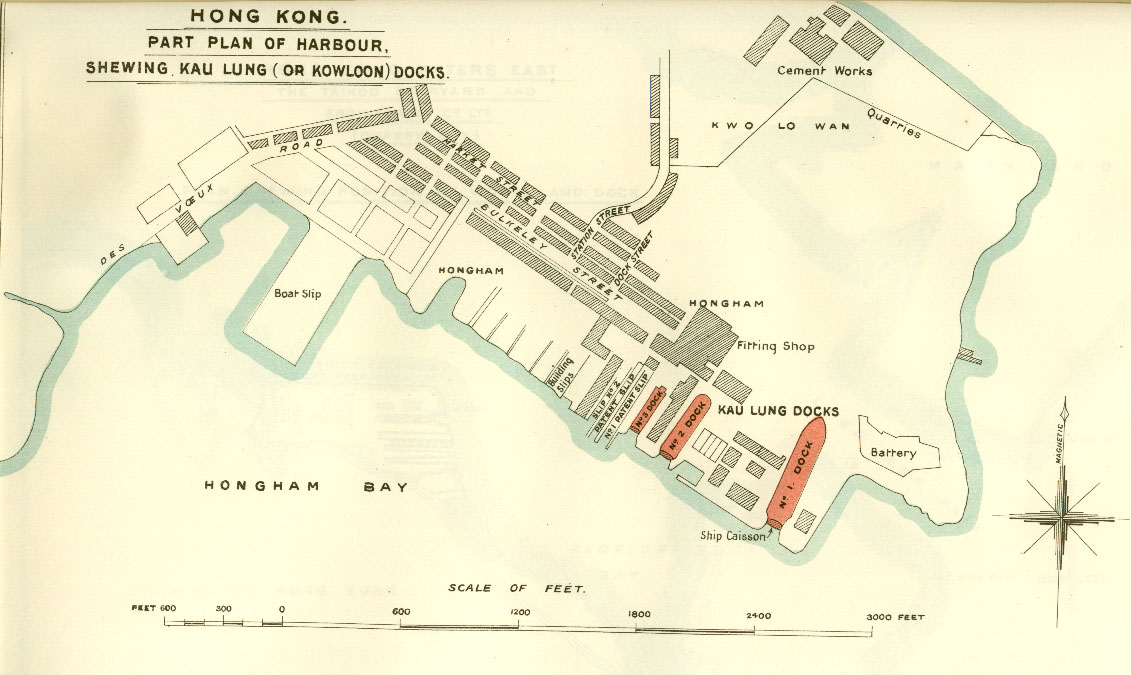
Plan des Kowloon Dockyard dans les années 1900

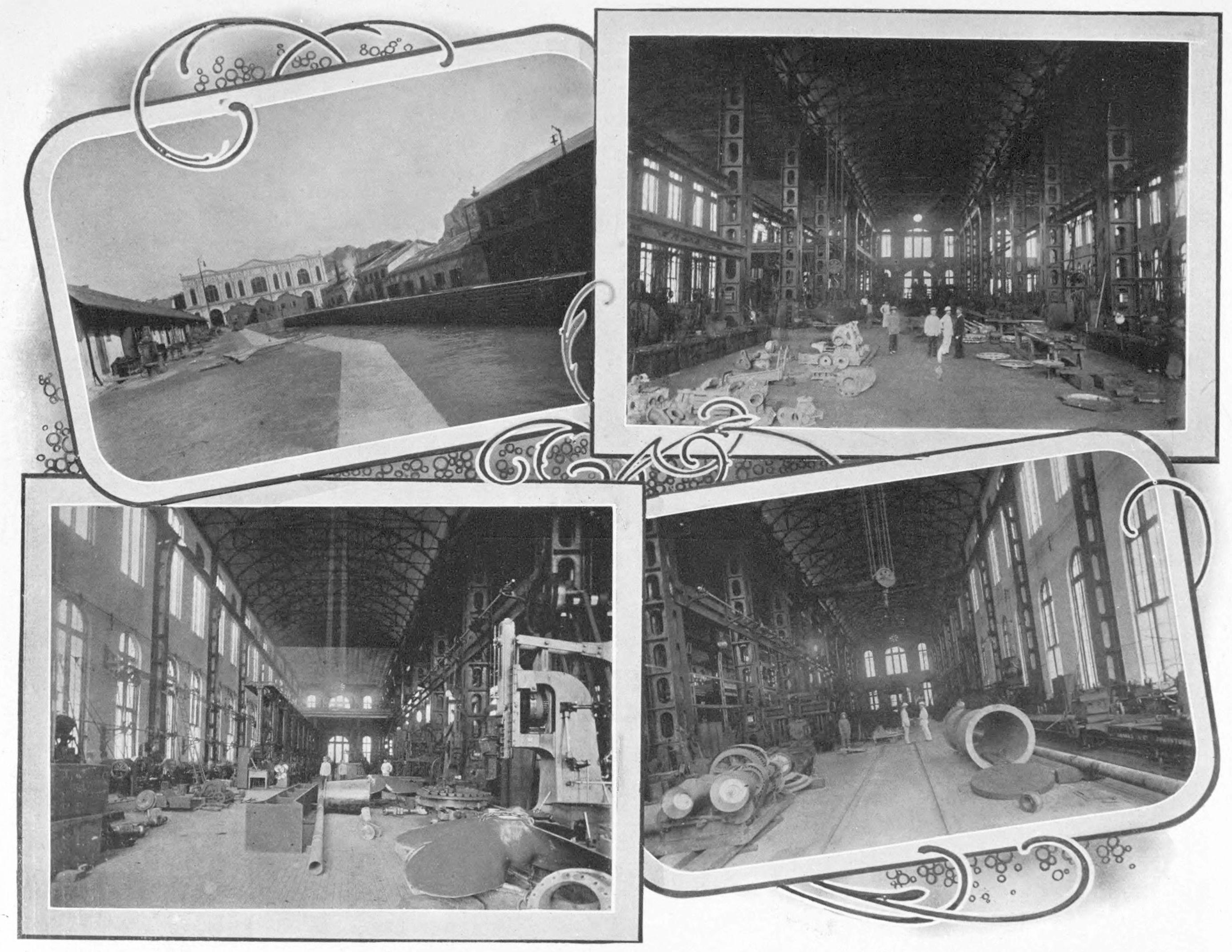
Hong Kong and Whampoa Dock vers 1908

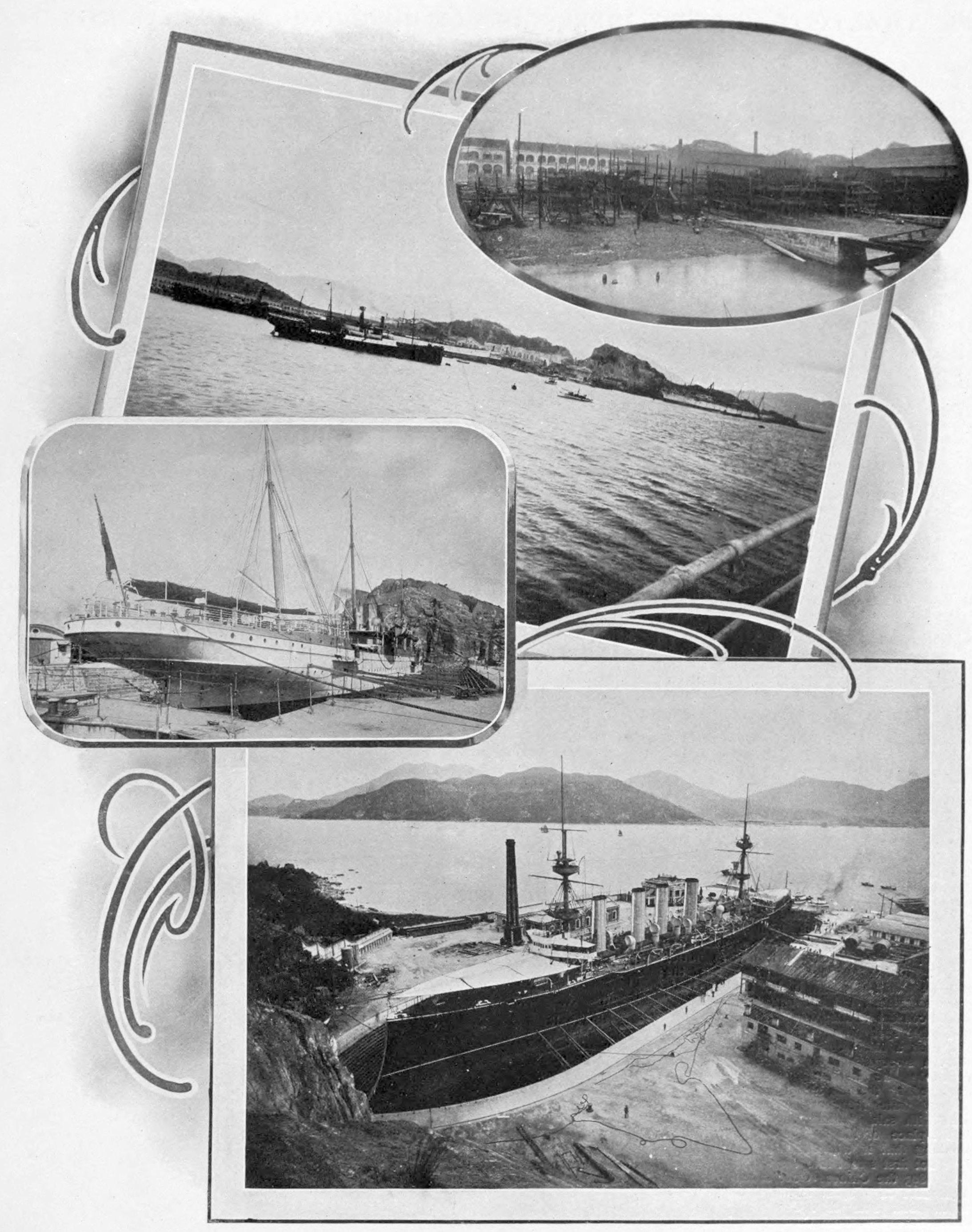
Hong Kong and Whampoa Dock vers 1908

Hong Kong and Whampoa Dock, était une entreprise de construction navale de Hong Kong, autrefois l'un des plus grands d'Asie.

## Histoire
En 1866, Douglas Lapraik et Thomas Sutherland fondent la Hong Kong and Whampoa Dock Company (connue sous le nom de Hong Kong Kowloon and Whampoa Dock Company). En 1865, le chantier était connu sous le nom de Kowloon Docks, situé sur la côte Ouest de Kowloon entre Hung Hom et Tai Wan, face à la baie de Hung Hom dans le port de Victoria. Il est également connu sous le nom de Whampoa Dock en abrégé. La partie "Whampoa" du nom vient du Huangpu (précédemment translittéré en Whampoa), région de Guangzhou (précédemment translittéré en Canton), où la société possédait un autre chantier naval.
À la veille de l'occupation japonaise de Hong Kong, le chantier naval est fortement bombardé par des avions japonais en raison de son importance, causant de nombreuses victimes.
Au milieu des années 60, la Hong Kong and Whampoa Dock Company était contrôlée par Douglas Clague par l'intermédiaire de Hutchison International, mais il fut contraint de la quitter à la suite de difficultés financières avec Hutchison International. Hutchison International a été rachetée par la Cheung Kong Holdings de Li Ka-shing et a finalement fusionné avec Whampoa pour devenir Hutchison Whampoa. En 1985, le terrain du chantier naval a été transformé en un lotissement privé, le Whampoa Garden, le deuxième plus grand lotissement privé de Hong Kong, après Mei Foo Sun Chuen. La seule partie du chantier naval qui existe est Bulkeley Street. Le chantier naval fait maintenant partie du complexe résidentiel du site de Whampoa Garden.
Les activités du chantier naval ont fusionné avec Taikoo Dockyard de Swire, sur l'île pour devenir le Hong Kong United Dockyard sur les nouveaux territoires de la rive Ouest de l'Île Tsing Yi Wok Tai Wan.
Hong Kong et Whampoa Dock ont contribué à la conversion des tramways de Hong Kong de deuxième et troisième générations construits par United Electric and English Electric. Ces voitures ont finalement été retirées de la circulation de 1924 à 1930, avec l'introduction des voitures de quatrième génération.
Autres installations :
- Hope Dry Dock (Cale sèche Hope) à Aberdeen, ouverte en 1867.

## Sources
- (en) Cet article est partiellement ou en totalité issu de l’article de Wikipédia en anglais intitulé « Hong Kong and Whampoa Dock » (voir la liste des auteurs).